# Павлов, Пётр Петрович (член Государственной думы)
Пётр Петро́вич Па́влов (21 декабря 1841 — не ранее 1915) — товарищ председателя Лубенского окружного суда, член II Государственной думы от Полтавской губернии.

## Биография

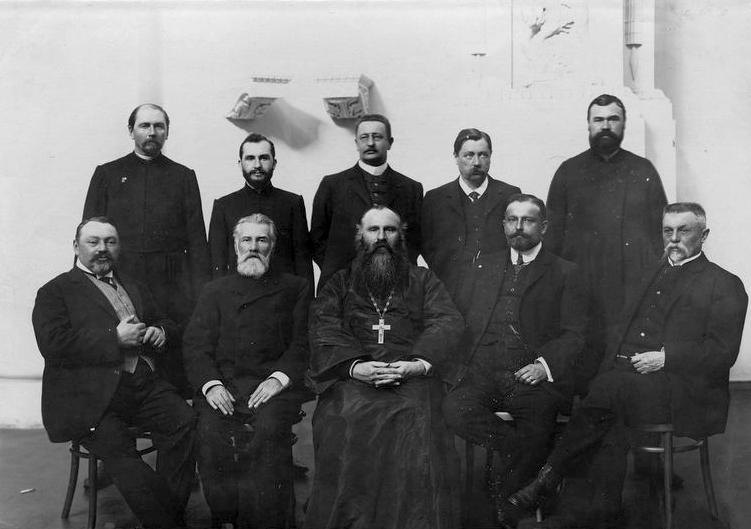
Депутаты Государственной думы II созыва от Полтавской губернии. Стоят: Власенко А. Ф., Дубовик К. А., Милорадович Д. Н., Лукашевич С. В., Черненко Т. Г.; сидят: Булюбаш В. И., Павлов П. П., Пирский Н. В., Маслянников В. В., Шкларевич П. Д.

Православный. Из потомственных дворян Полтавской губернии, сын майора. Уроженец села Заиченцы. Землевладелец Зеньковского уезда (60 десятин).
Окончил Полтавскую гимназию и Харьковский университет по юридическому факультету.
В службу вступил 28 февраля 1866 года с прикомандированием для занятий при Полтавской палате уголовного суда. В 1884 году был назначен членом Лубенского окружного суда. В 1904 году был произведен в действительные статские советники.
В феврале 1907 года был избран членом II Государственной думы от Полтавской губернии. Входил во фракцию «Союза 17 октября» и группу правых и умеренных. Членом комиссий не состоял и с думской трибуны не выступал.
После роспуска Государственной думы продолжил службу по судебному ведомству. К началу 1909 года был назначен товарищем председателя Лубенского окружного суда, в каковой должности пробыл до 1915 года. Умер не ранее 1 марта 1915 года.

## Награды
- Орден Святого Станислава 2-й ст. (1888)
- Орден Святой Анны 2-й ст. (1893)
- Орден Святого Владимира 4-й ст. (1896)
- Орден Святого Станислава 1-й ст. (1909)
- медаль «В память царствования императора Александра III»
- медаль «В память 300-летия царствования дома Романовых»